# 3,5-Dinitrobenzoylchlorid
Das 3,5-Dinitrobenzoylchlorid ist ein gelblich-kristalliner Feststoff mit einem Schmelzpunkt bei 68–69 °C. Es ist das Säurechlorid der 3,5-Dinitrobenzoesäure und findet vor allem Verwendung in der Analyse organischer Substanzen.

## Darstellung
3,5-Dinitrobenzoylchlorid erhält man aus 3,5-Dinitrobenzoesäure durch Umsetzung mit Phosphorpentachlorid (PCl5). Es ist gleichfalls durch Umsetzung mit Phosphortrichlorid (PCl3) oder Thionylchlorid (SOCl2) zugänglich.

## Verwendung
Das 3,5-Dinitrobenzoylchlorid findet vor allem Verwendung in der Analyse organischer Substanzen durch Derivatisierung, speziell von Alkoholen und Aminen. Es wird den Fällen eingesetzt, wenn der fragliche Stoff empfindlicher und eine direkte Umsetzung mit 3,5-Dinitrobenzoesäure nicht möglich ist. In der Regel erfolgt die Umsetzung in Pyridin, um den freiwerdenden Chlorwasserstoff sofort zu binden. Auf diese Weise sind z. B. auch Derivate der Aminosäuren zugänglich.